# 만수대창작사

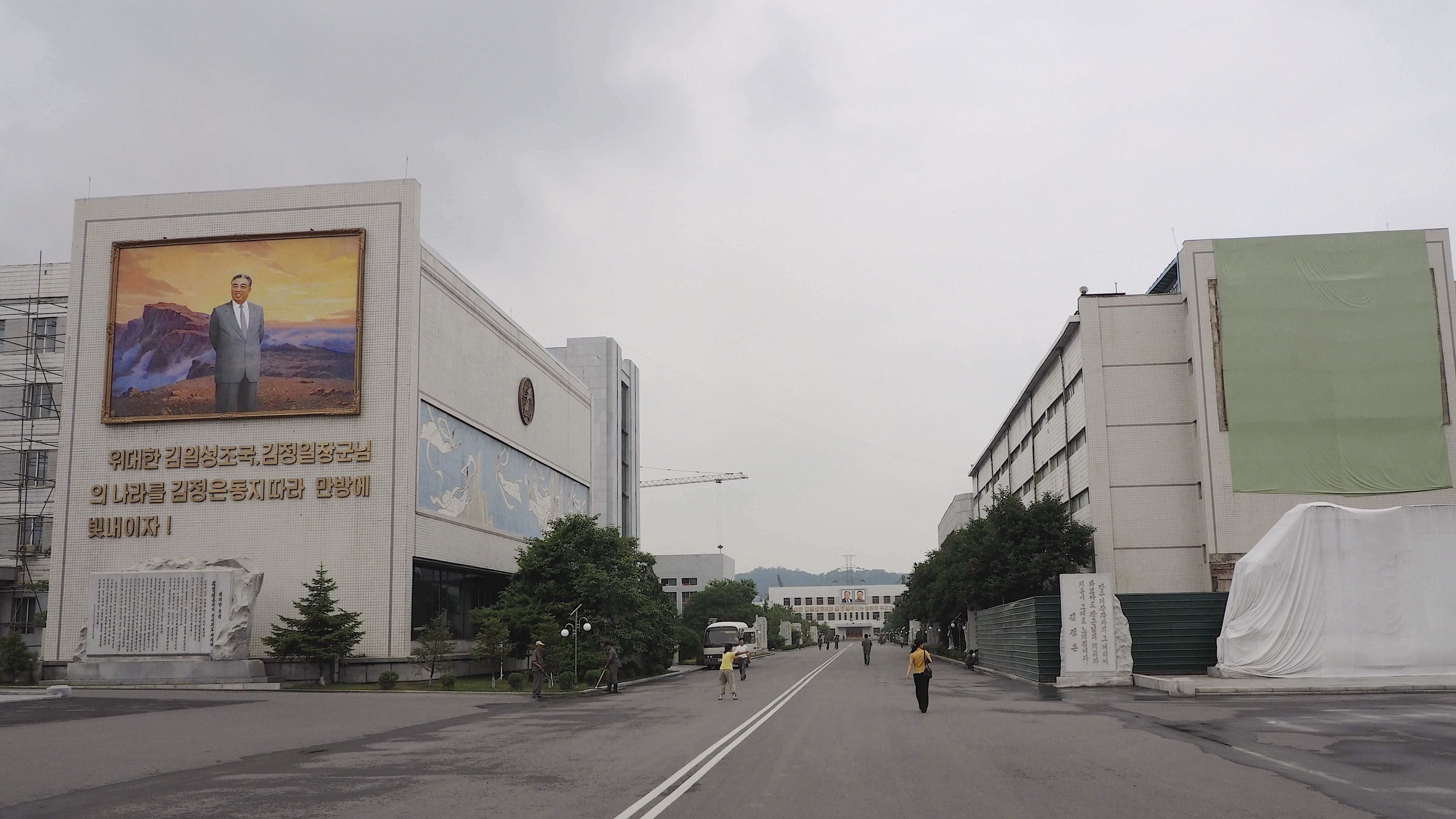

만수대창작사(萬壽臺創作社, 영어: Mansudae Art Studio)는 조선민주주의인민공화국 평양시에 있는 미술 제작소이다. 1959년에 설립되었고 1,000명의 예술가를 포함해 약 4,000명을 고용하고 있다. 예술가들의 대부분은 평양미술대학의 졸업생들이다. 제작소는 13개의 집단으로 구성되고 이 중 조선화 창작단이 가장 중시된다. 다른 집단으로는 목판·도안·유화·수예·조선보석화 창작단 등이 있다. 또한 해외 전담 부서로서, 만수대해외개발회사를 두고 있다. 만수대창작사는 김정은의 '특별지도'하에 운영된다.

## 같이 보기
- 만수대예술단
- 만수대 텔레비죤